# Půlnoční slunce (seriál)
Půlnoční slunce (švédsky Midnattssol, francouzsky Jour polaire) je švédsko-francouzský kriminální seriál z roku 2016, ve kterém dvojice detektivů za polárním kruhem pátrá po vícenásobném vrahovi.

## Děj
Ve Švédsku je na odlehlém místě poblíž hornického města Kiruna ležícím až za polárním kruhem brutálním způsobem zavražděn muž – byl přivázán na list helikoptéry. Vyšetřováním se zjistí, že se jedná o francouzského občana. Z Paříže je proto povolána policistka Kahina Zadi, aby se podílela na vyšetřování.
Mezitím je objevena další mrtvola – pilot helikoptéry Gambo, který byl roztrhán vlky. Kahina také musí řešit osobní problémy v rámci své rodiny, kdy se u ní znenadání objeví její syn Nadji, kterého po porodu vychovávala její matka. Také má problémy zvyknout si na polární den. Švédský prokurátor Rutger Burlin pověřený vyšetřováním náhle zemře a případ převezme jeho kolega Anders Harnesk. Pitva prokáže, že Burlin byl otráven.
V městečku se na veřejných místech objeví vytištěná jména obětí s čísly a policie objeví třetí tělo muže, který byl umučen. Zdá se, že vrah postupuje podle seznamu, který obsahuje 22 jmen. Vraždy spojuje událost, která se odehrála před deseti lety, ale vyšetřovatelé nevědí, k čemu konkrétně došlo. Kahinu následně kontaktuje muž, který pracuje pro francouzské tajné služby a žádá veškeré informace o případu. Kahina se dostává do konfliktu s místním drogovým dealerem a navíc se za ní vydá do Švédska autostopem i její syn Nadji.
Anders řeší také problém, jak své dceři říct, že je gay a že udržuje poměr s pilotem helikoptéry Thorem. Vyšetřování vede k bývalým zaměstnancům vědeckého střediska Nordic Space Center, které spolupracovalo s Francií na tajných úkolech, a také k těžební společnosti, která zaměstnává většinu obyvatel města v dole na železnou rudu. Na místech činu jsou nalézány odkazy na tradiční kulturu místních Laponců, což ovšem může být i falešná stopa. Mezitím umírají další osoby a policie netuší, kdo všechno je ještě na seznamu.
Vrahem je Eddie Geatki, bratr zastřelené Sámky Eveliny, která se dozvěděla tajemství skupiny dvaceti dvou místních osob. Členové skupiny pomohli za úplatu uskladnit použitý uran v dole, ilegálně dovezený z Francie. Evelin o tom napsala báseň a podle jednotlivých veršů pak Eddie zaranžoval scény vražd. Záchranit se podařilo pouze těhotnou Jenny Ann. Sám Eddie si naplánoval smrt při zatopení v dole, s patnácti členy skupiny.

## Obsazení
| Leïla Bekhti             | Kahina Zadi      |
| Gustaf Hammarsten        | Anders Harnesk   |
| Peter Stormare           | Rutger Burlin    |
| Jakob Hultcrantz Hansson | Thorndahl        |
| Olivier Gourmet          | Alain Gruard     |
| Denis Lavant             | Pierre Carnot    |
| Richard Ulfsäter         | Thor             |
| Oscar Skagerberg         | Kristoffer Hanki |
| Karolina Furberg         | Jessika Harnesk  |
| Jessica Grabowsky        | Jenny Ann        |
| Editha Domingo           | Mabée            |
| Malin Persson            | Linnea           |
| Anna Azcárate            | Kajsa Burlin     |
| Pelle Heikkilä           | Marko Helsing    |
| Albin Grenholm           | Kimmo Rotå       |
| Göran Forsmark           | Sparen Anderson  |
| Rodolphe Congé           | Benoît           |
| Iggy Malmborg            | Eddie Geatki     |
| Jeremy Corallo           | Nadji Zadi       |
| Philippe du Janerand     | Éric Tardieu     |
| Maxida Märak             | Evelina Geatki   |